# Superfly (gruppo musicale)
I Superfly （スーパーフライ) sono un gruppo musicale rock giapponese nato nel 2007 e composto attualmente dalla sola cantante Shiho Ochi ma nato inizialmente come duo con il chitarrista Koichi Tabo. Il nome è stato preso dalla canzone Superfly di Curtis Mayfield.

## Storia del gruppo
Il duo venne formato nel 2004 da Shiho Ochi (越智 志帆) e Kōichi Tabo (多保 孝一) dopo essersi conosciuti ad un circolo musicale universitario. Nel 2007 uscì il loro primo singolo, Hello Hello, e pochi mesi dopo Kōichi Tabo uscì formalmente dal gruppo, rimanendo però dietro le scene come compositore delle musiche, mentre Ochi si occupa tuttora della scrittura dei testi.
Entrambi i loro album in studio sono giunti al primo posto della classifica Oricon e hanno conquistato 3 dischi di platino.
Nel 2010 la canzone Tamashii Revolution è stata scelta come sigla dei mondiali di calcio alla televisione giapponese NHK, e il singolo che la conteneva è arrivato nuovamente al primo posto della Oricon.
Hanno portato al successo in Giappone anche molte cover di classici americani e inglesi del rock; tra questi "Dr. Feelgood",  "Piece of My Heart", "Barracuda", "White Room", "I Saw Her Standing There", "Rock And Roll Hoochie Koo", "Bitch" e molti altri.
Dopo il Terremoto di Sendai del 2011 Superfly ha scritto la canzone "You & Me" che è stata messa in commercio su iTunes e su altre piattaforme digitali giapponesi ed i cui ricavi andranno interamente alla Croce Rossa Giapponese per aiutare i terremotati.

## Discografia

### Album studio
- 2008 - Superfly
- 2009 - Box Emotions
- 2011 - Mind Travel
- 2012 - Force

### Live
- 2007 - Live from Tokyo
- 2009 - Dancing at Budokan!!

### Singoli
- 2007 - "Hello Hello" - "Manifesto" - "I Spy I Spy" (in collaborazione con i Jet)
- 2008 - "Ai o Komete Hanataba o" - "Hi-Five" - "How Do I Survive?"
- 2009 - "My Best of My Life" - "Koisuru Hitomi wa Utsukushii/Yasashii Kimochi de" - "Dancing on the Fire"
- 2010 - "Wildflower & Cover Songs" - "Eyes on Me"
- 2011 - "Beep!!/Sunshine Sunshine" - "Ah"